# Fred: The Movie
Fred: la Película (comercializada como  FЯED: LA PELÍCULA ) es un largometraje del género comedia rodada para ser emitida en televisión escrita por David A. Goodman, dirigida por Clay Weiner y producida por Brian Robbins y Gary Binkow. La película está basada en las aventuras de Fred Figglehorn, un personaje creado e interpretado por Lucas Cruikshank en su canal de YouTube. En la película actúan Siobhan Fallon Hogan y John Cena como los padres de Fred y la cantante de pop y actriz Pixie Lott, de la cual está enamorado Fred.  Tuvo sus críticas principales durante su estreno en televisión en Estados Unidos, en el canal Nickelodeon, el 18 de septiembre de 2010.
En el Reino Unido, la película se estrenó en cines en el verano de 2011.

## Argumento
Fred Figglehorn (Lucas Cruikshank) se siente atraído por Judy (Pixie Lott), su vecina. El «matón» del barrio que vive en la calle, Kevin (Jake Weary), frustra los intentos de Fred para conquistarla. Cuando Fred finalmente logra tener éxito llegar a su casa para conocerla, descubre que Judy se ha mudado.
Decide embarcarse en un viaje para buscarla, se encuentra con Derf (también interpretado por  Cruikshank), cuya personalidad relajada contrasta con el comportamiento hiperactivo de Fred. Aunque la aventura de Fred lo lleva por toda la ciudad, descubre que Judy se ha mudado muy cerca de su casa.
Durante su ego, Fred recibe un «golpe» cuando descubre que Judy realizó una fiesta a la que no fue invitado, en la que sin embargo le vomitó accidentalmente, a causa de las latas de sardinas que había comido anteriormente. Al día siguiente, Kevin publica un vídeo de Fred vomitando en la fiesta de Judy en "GlooTube". Fred entonces tiene una idea para vengarse e impresionar a sus compañeros de clase. Invita a su mejor amiga, Bertha (Jennette McCurdy) a una fiesta que organiza y se niega a invitar a nadie que asistiera a la fiesta de Judy. Bertha lleva ropa y pelucas de su madre y hace que parezca que hay cientos de personas en aquella fiesta. Realiza filmaciones de estas y travesuras que finge realizar en la fiesta, como vomitar pastelitos durante el baile. Él envía su vídeo a Internet, y se dispara la popularidad de Fred.
Judy, luego, se presenta en su casa para cantar con él. Comienzan a gritar, dando final a la película. Se revela después que el papá de Fred, llamado Danny Janetti, no está muerto o en la cárcel como su madre (Siobhan Fallon Hogan) le había dicho, y había estado viviendo cerca de Fred todo el tiempo, en la actual casa de Judy.

## Línea temporal
La película supuestamente tiene lugar nueve años después del original Fred, Fred menciona hacia el final que tiene 15 años de edad. En los videos originales de Fred tiene sólo 6 años y se hace referencia comúnmente a que es muy joven. La voz de Fred en la película es más grave que en los videos, lo que podría deberse a que Fred ha crecido.

## Reparto
- Lucas Cruikshank es Fred Figglehorn / Derf.
- Jennette McCurdy es Bertha.
- Pixie Lott es Judy.
- Jake Weary es Kevin.
- Siobhan Fallon Hogan es la Mamá de Fred.
- John Cena es el Papá imaginario de Fred.
- Stephanie Courtney es la madre de Kevin.
- Gary Anthony Williams es el gerente de la lavandería.
- Óscar Núñez es el dueño de la veterinaria.
- Chris Wylde es el guardia de seguridad.
- Clay Weiner es Danny Jenetti, el padre biológico de Fred.
- Dallas Lovato como es Amiga de Judy.

## Antecedentes
En The Huffington Post, Greg Mitchell realizaron una nota de la producción de la película apuntando que la proliferación de la comedia web y series dramáticas se percibe como una amenaza para las cadenas de televisión.  el proyecto realiza el casting y entró principales filmar en noviembre de 2009, y completó filmar el 20 de diciembre.  al terminar el rodaje, se vendieron en un puesto callejero en Silverlake, California los accesorios, vestuario escénico y el vestuario de la filmación.
Brian Robbins originalmente había pensado realizar "Fred" como un largometraje, pero decidió pasar por alto el sistema de estudio y proporcionó más fondos para el mismo proyecto. Después de la filmación se completó, extractos, se mostró a Nickelodeon cabeza de Cyma Zarghami, que comenzó las negociaciones para adquirir la película. Zarghami declaró que al salir al aire en Nickelodeon dio la película una base de gran audiencia y que le permitirán dirigir una secuela para una versión teatral.  La película se estrenada el 18 de septiembre.

## Recepción
El estreno de Fred: The Movie, consiguió a una audiencia de 7.6 millones de televidentes totales, lo que lo deja en una de las películas de televisión de canales para niños más vista en el 2010.